# Carl Giannoni

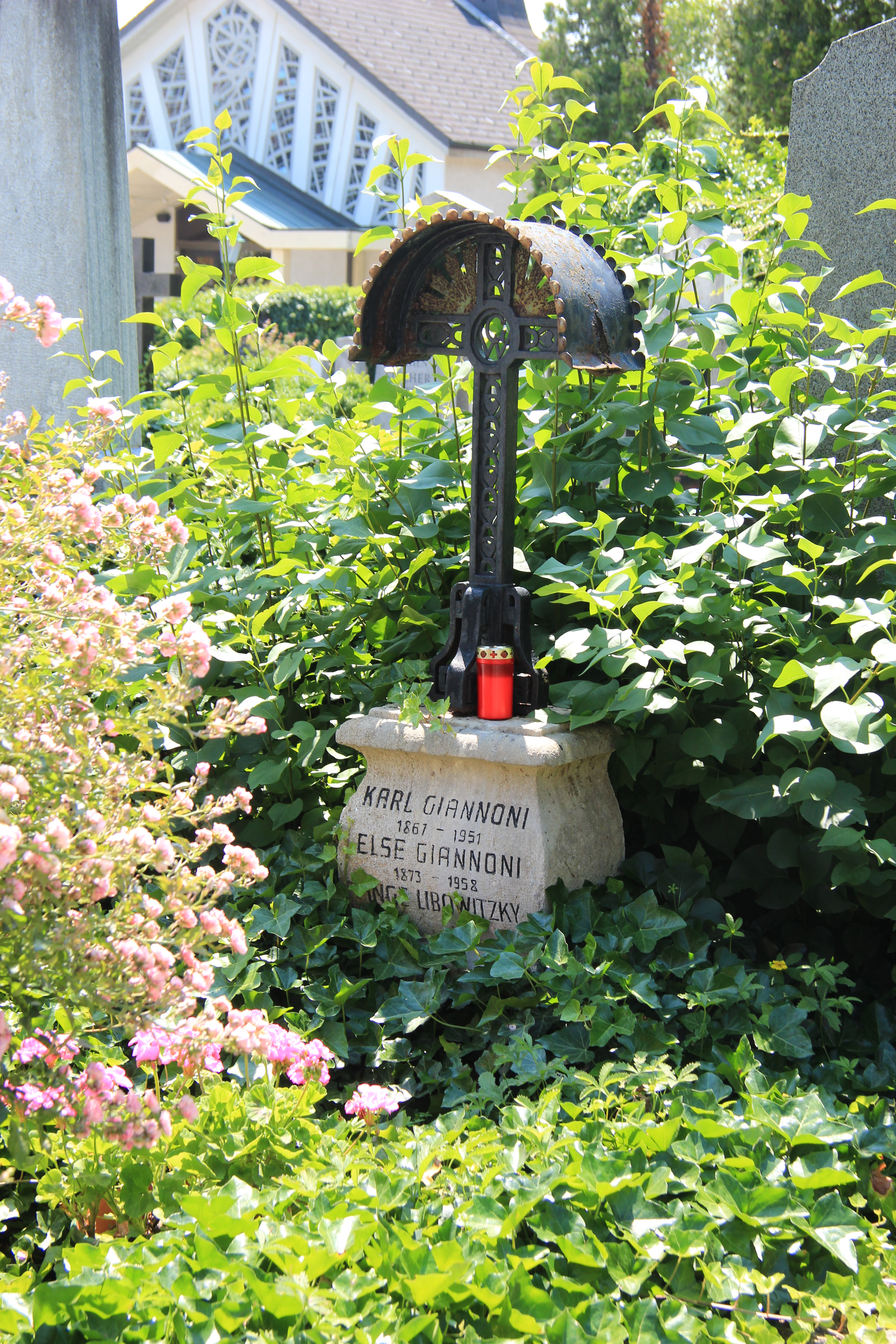
Grab am Friedhof Hinterbrühl

Carl Giannoni, auch Karl Giannoni, (* 20. Juli 1867 in Wien; † 23. Juni 1951 in Rekawinkel oder Mödling, Niederösterreich) war ein österreichischer Historiker und Denkmalschützer.

## Leben
Carl Giannoni studierte an der Universität Wien Geschichte, Kunstgeschichte sowie Geografie und Literatur. 1894 promovierte er zum Doktor phil.
Beruflich war er von 1893 bis 1895 in der k.k. niederösterreichischen Statthalterei im neu von Erich von Kielmansegg errichteten Archiv als Archivar und Bibliothekar und wechselte dann in das Finanzministerium. Zusätzlich war er auch in der Zentralkommission für Denkmalpflege. 
Noch vor dem Ersten Weltkrieg, im Jahr 1913 wurde er Konsulent für Heimatschutz im cisleithanischen Ministerium für öffentliche Arbeiten. Zu Kriegsende wurde er Regierungsrat und 1921 Hofrat.
Später wechselte er ins Unterrichtsministerium. Begraben ist er am Friedhof in der Hinterbrühl.

## Würdigung
In Mödling wurde die Dr. Karl Giannonigasse nach ihm benannt.

## Publikationen
Als Historiker gab er zahlreiche Publikationen heraus:
- Paulinus II.  Patriarch von Aquileia,  Ein Beitrag zur Kirchengeschichte Österreichs im Zeitalter Karls des Großen. Wien: Mayer 1896, 127 S. Zugleich Philosophische Dissertation, Universität Wien 1894.
- Geschichte der Stadt Mödling. Mit einer Gassen- und Häuserchronik im Anhange von Karl Schalk. Herausgegeben von der Stadtgemeinde Mödling. Mödling: Verlag der Stadtgemeinde Mödling 1905, XVI, 345 S. & X Bl. & 4 Beilagen.
- Mit Alfred Grund, Niederösterreich. 1. Heft: Einleitung. Viertel ob und unter dem Mannhartsberg. Viertel ob dem Wienerwald, Wien: Holzhausen 1910 (= Historischer Atlas der österreichischen Alpenländer. 1. Abteilung: Die Landgerichtskarte. Teil 2. 1.), II, 268 S.
- Heimatschutz. Wien–Leipzig: Gerlach & Wiedling 1911 (= Verein zum Schutze und zur Erhaltung der Kunstdenkmäler Wiens und Niederösterreichs. Flugschriften. 6.), 87 S.
- Kriegerehrungen. Merkblatt für Gemeinden und Denkmalausschüsse. Herausgegeben von Verband Österreichischer Heimatschutzverein. Bearbeitet von Karl Giannoni. Wien: Schroll [1916], 7 S.
- Naturschutzbestrebungen in Österreich. Vortrag, gehalten den 21. November 1917. Wien: Selbstverlag 1918, 36 S. Separatabdruck aus: Vorträge des Vereines zur Verbreitung naturwissenschaftliche Kenntnisse in Wien, 58. Jg., H. 2.
- Naturschutz und Verkehr. Berlin: Borntraeger 1919 (= Naturdenkmäler. 21.), 45 S.
- Fremdenverkehr und Heimatschutz. München: Callwey 1926 (= Österreichische Flugschriftenreihe. 1.), 22 S.
- Heimatpflege und Volkskultur. Wien: Österreichischer Schulbücherverlag 1926 (= Führer für Volksbildner. Herausgegeben vom Österreichischen Volksbildungsamte. 17.), 18 S. Separatabdruck aus: Volksbildung, 6. Jg., H. 1.
- Kunst und Leben. Zur Einführung in die Kunsterziehung. Wien: Österreichischer Bundesverlag für Unterricht, Wissenschaft und Kunst 1927 (= Führer für den Volksbildner. Herausgegeben vom Österreichischen Volksbildungsamte. 20.), 14 S.
- Mit Viktor Geramb Grundfragen des Heimatschutzes. Herausgegeben vom Österreichischen Heimatschutz-Verband. Wien: Verlag des Österreichischen Heimatschutz-Verbands 1933, 32 S. Enthält Karl Giannoni: Rückschau und Ausblick; Viktor Geramb: Volkskunde und Heimatpflege.
- Als Herausgeber: Österreich heute und gestern. Ein Kalenderbuch für das Jahr 1934. Verlag Franck 1933, 58 S.
- Das Erbe in Denkmal und Landschaft, Jena / Wien: Diederichs / Engel [1938] (= Österreichdeutsche Schriften. Sonderausgabe.), 50 S.
- Bauliche Wahrzeichen in Niederdonau, St. Pölten: Zeitungs-Verlagsgesellschaft [1940] (= Niederdonau, Ahnengau des Führers, Schriftenreihe für Heimat und Volk. 15.), 31 S. 12 Bl.
- Bildende Kunst in Niederdonau, St. Pölten: Zeitungs-Verlagsgesellschaft 1941–1943 (= Niederdonau, Ahnengau des Führers, Schriftenreihe für Heimat und Volk. Kultur und bildende Kunst. 39, 56, 91.), 3 Bände:
  - 1. Teil: Romanik, 1941 (= … 39.), 28 S.
  - 2. Teil: Gotik,. 1942 (= … 56.), 28 S.
  - 3. Teil: Renaissance und Barock 1943 (= … 91.), 28 S.
- Die geschichtliche Entwicklung der Stadt Mödling. Festschrift [zum hundertjährigen Bestand der Buchhandlung Johann Gottlieb Thomas in Mödling]. Mödling: Thomas 1963, 24 S. Zuerst in: Österreichische Illustrierte Zeitung (Wien), 35. Jg. (1925), S. 1143–1158. Sonderheft Mödling.